# Astiphromma ohharai
Astiphromma ohharai är en stekelart som beskrevs av Kusigemati 1985. Astiphromma ohharai ingår i släktet Astiphromma och familjen brokparasitsteklar. Inga underarter finns listade.